# Primera División de Venezuela 1986-87
La Temporada 1986-87 de Primera División fue la Trigésima primera edición de la máxima categoría del Fútbol Profesional Venezolano.

## Historia
Fue jugada por 14 equipos:
- 3 Equipos de colonias: Sport Marítimo, Deportivo Italia y Deportivo Galicia.
- 11 Equipos locales: Unión Atlético Táchira, Portuguesa FC, Caracas FC, Atlético Zamora, Universidad Los Andes, Estudiantes de Mérida, Universidad Central, Unión Deportivo Lara, Atlético Anzoategui, LLaneros de Guanare y Mineros de Guayana.

Unión Deportivo Lara era el nuevo nombre de Unión Española Lara, fundado en 1985 como equipo de los españoles de Barquisimeto.
El torneo se dividió en dos (2) etapas. La Primera Ronda fue de dos (2) grupos de siete (7) equipos en cada grupo, los cuatro (4) primeros clasificaron a la Fase Final. Consiguientemente los primeros ocho (8) equipos fueron en la Ronda Final a una única ronda de un "Octagonal".
El campeón fue el Club Sport Marítimo de Venezuela (un equipo de colonia sucedido al Deportivo Portugués), y el Deportivo Táchira Fútbol Club llegó de segundo.  Este torneo fue uno de los últimos en el que los llamados equipos de colonia participaron con importancia, llegando a conquistarlo.
En 1985 y después de la quiebra del Deportivo Portugués, un grupo de portugueses liderizados por Mario Pereira tomaron la decisión de crear un nuevo equipo de fútbol profesional: el Marítimo de Venezuela. Una vez instalado en la primera división el “fenómeno Marítimo” continúo creciendo sin parar: llegaron al Marítimo varios jugadores de nivel como Daniel Nikolac, Franco Rizzi, Héctor Rivas, Juan Carlos González y Pedro Acosta entre otros. Los juegos del equipo pasaron a ser también auténticos festivales de música, alegría e color. Ir “al Marítimo”, pasó a ser la costumbre de muchas familias lusitanas que convirtieron al estadio en un punto de encuentro y confraternización con sus amigos y vecinos. A medida que el equipo ganaba partidos, más y más personas empezaron a ir al estadio y sus gradas comenzaron a recibir asistencias que, en los tramos finales del campeonato 1986/87, rondaban más de 12 mil espectadores por partido. Esas cifras eran impensables para equipos locales del interior del país, los cuales no llevaban más de dos o tres mil personas por juego. 
Franco Rizzi, capitán del entonces llamado Acorazado Rojiverde, declaraba que el Marítimo era un fenómeno de boletería: “Cuando Marítimo visitaba el interior del país jugadores y dirigentes del equipo contrario se alegraban, porque muchas veces con la recaudación del dinero de las entradas a causa de los llenazos que generaba nuestra visita, podían poner al día los pagos a los jugadores de los equipos que visitábamos, así como otras deudas que los clubes tenían”. Marítimo inició en este campeonato 1986-1987 un ciclo vencedor que llevó a su antigua sede en Los Chorros de Caracas cuatro copas de Campeón Nacional (87-88-90 y 93) y fue en cinco ocasiones a la Copa Libertadores.
Primer goleador: el venezolano Johnny Castellanos (Portuguesa Fútbol Club), con 16 goles. Retrocedieron a la Segunda División el Galicia FC y el LLaneros de Guanare.
Club Sport Marítimo de Venezuela

Campeón

## Tabla Octagonal final
| Pos | Equipo                           | J  | G | E | P | GF | GC | Ptos |
| --- | -------------------------------- | -- | - | - | - | -- | -- | ---- |
| 1   | Club Sport Marítimo de Venezuela | 14 | 8 | 4 | 2 | 13 | 3  | 20   |
| 2   | Unión Atlético Táchira           | 14 | 8 | 3 | 3 | 21 | 10 | 19   |
| 3   | Estudiantes de Mérida            | 14 | 6 | 3 | 5 | 15 | 15 | 15   |
| 4   | Caracas FC                       | 14 | 5 | 3 | 6 | 16 | 18 | 13   |
| 5   | Unión Deportivo Lara             | 14 | 5 | 3 | 6 | 16 | 18 | 13   |
| 6   | Mineros de Guayana               | 14 | 4 | 4 | 6 | 9  | 10 | 12   |
| 7   | Portuguesa FC                    | 14 | 4 | 4 | 6 | 9  | 16 | 12   |
| 8   | Deportivo Italia                 | 14 | 1 | 7 | 6 | 7  | 18 | 9    |